# NPN
NPN Là một linh kiện điện tử cấu tạo từ nối ghép 1 bán dẫn điện dương giữa hai bán dẫn điện âm. "N" ám chỉ negative, nghĩa là "cực âm"; "P" là positive, nghĩa là "cực dương".
Transistor được sử dụng nhiều trong việc khuếch đại, công tắc, hay điện dẫn (buffer) trong công nghiệp điện tử hay làm cổng số (Logic gate) trong điện tử số.
Để transistor hoạt động hay dẫn điện cần phải có một điện thế kích hoạt. Lối mắc của transistor với điện trở cho ra chức năng hoạt động của transistor